# 王一夔 (嘉靖進士)
王一夔（1517年—？），字章夫，號南臺，江西吉安府安福縣人，民籍，明朝政治人物。

## 生平
江西鄉試第三十九名舉人。嘉靖二十六年（1547年）中式丁未科會試第三十五名，登第二甲第二十五名進士。刑部觀政，授工部主事，历官工部员外郎、营缮司郎中，三十三年四月以京师城外工完，升二级，五月擢湖广按察司清軍副使，摄按察使篆。晋浙江右参政，改貴州参政。

## 家族
曾祖王理，四川布政使司左參議；祖父王鏜；父王仲貴，號横岡；母彭氏。重庆下。弟一龍、一尹。子可舉、可学、可誉。